# 岡山ニュース845
『岡山ニュース845』（おかやまニュースはちよんご）は、NHK岡山放送局で放送されている『NHKニュース』の岡山ローカルの報道番組である。
番組は、岡山県内の1日のニュースを中心に伝える。時間に余裕のある日には、『もぎたて!』で一度放送されたものと同じ内容の特集を1項目放送し、最後に県内の気象情報を伝える。キャスターは、原則としてNHK岡山放送局のアナウンサーが日替わりで担当する。
2024年4月1日より、番組名を『もぎたて!845』（もぎたてはちよんご）に改題した。以下は『もぎたて!845』についても記述する。

## 放送日時
毎週月曜 - 金曜 20:45 - 21:00（日本標準時）。
- 祝日・年末年始は休止し、20:55 - 21:00に拠点の広島放送局から「中国地方のニュース・気象情報」を5分間放送する（12月31日を除く）。